# 少室周
少室周（?—?），春秋战国之际晋国赵氏家臣。
少室周有勇力，为赵简子车右（《韩非子》作赵襄子骖乘）。至晋阳，与力士牛谈（《韩非子》作牛子耕）比赛力气大小，少室周比不过牛谈。是推荐牛子耕于赵简子，让他代替自己担任车右。赵简子以他知贤而让，命他担任家宰。
他和中牟的徐子比力气，不如徐子力气大，就进去对赵襄子说，让徐子代替自己。赵襄子说：“你的职位是别人希望得到的，为什么要推荐徐子来取代自己？”少室周说：“我凭力气侍奉君主的，徐子的力气比我大，不让他代替我，恐怕他人说起来会怪罪。”